# 厄登溫克爾萬德山

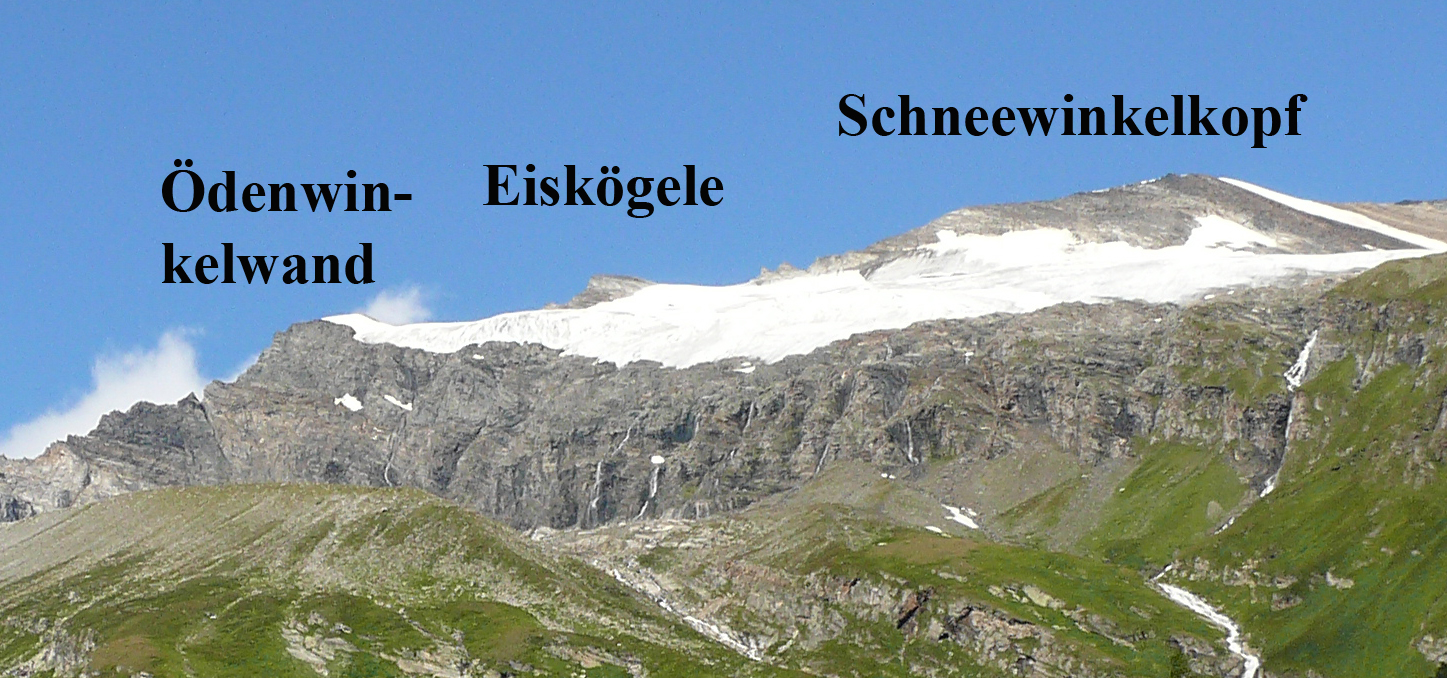

47°06′01″N 12°39′06″E / 47.100151°N 12.651620°E
厄登溫克爾萬德山（德語：Ödenwinkelwand），是奧地利的山峰，位於該國中部，處於薩爾茨堡州和蒂羅爾州接壤的邊界，屬於格洛克納山脈的一部分，海拔高度3,326米，人類在1872年首次登頂。